# Schwarzlose MG M.07/12

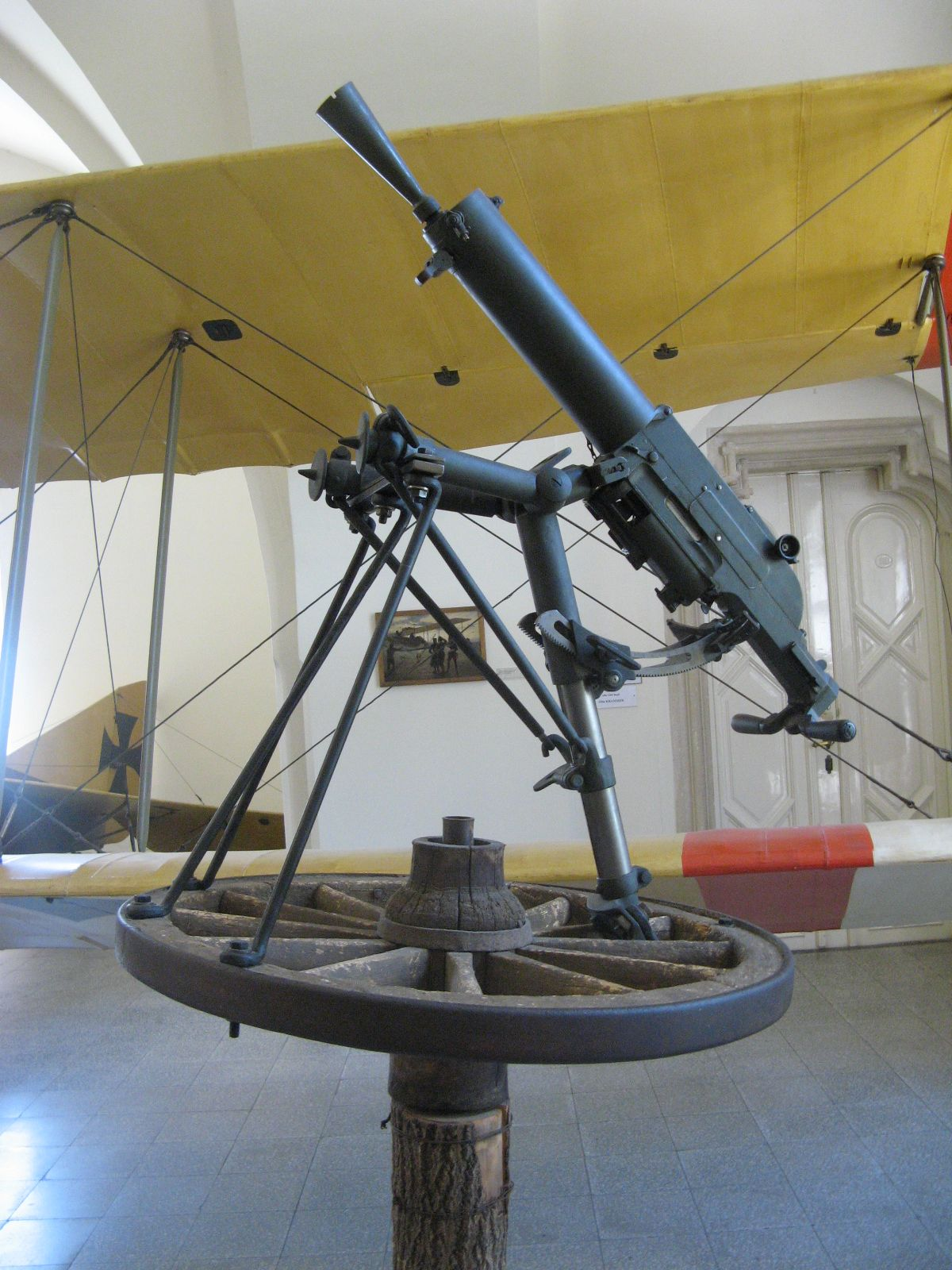
Schwarzlose MG M.07/12 monté sur un affût de DCA

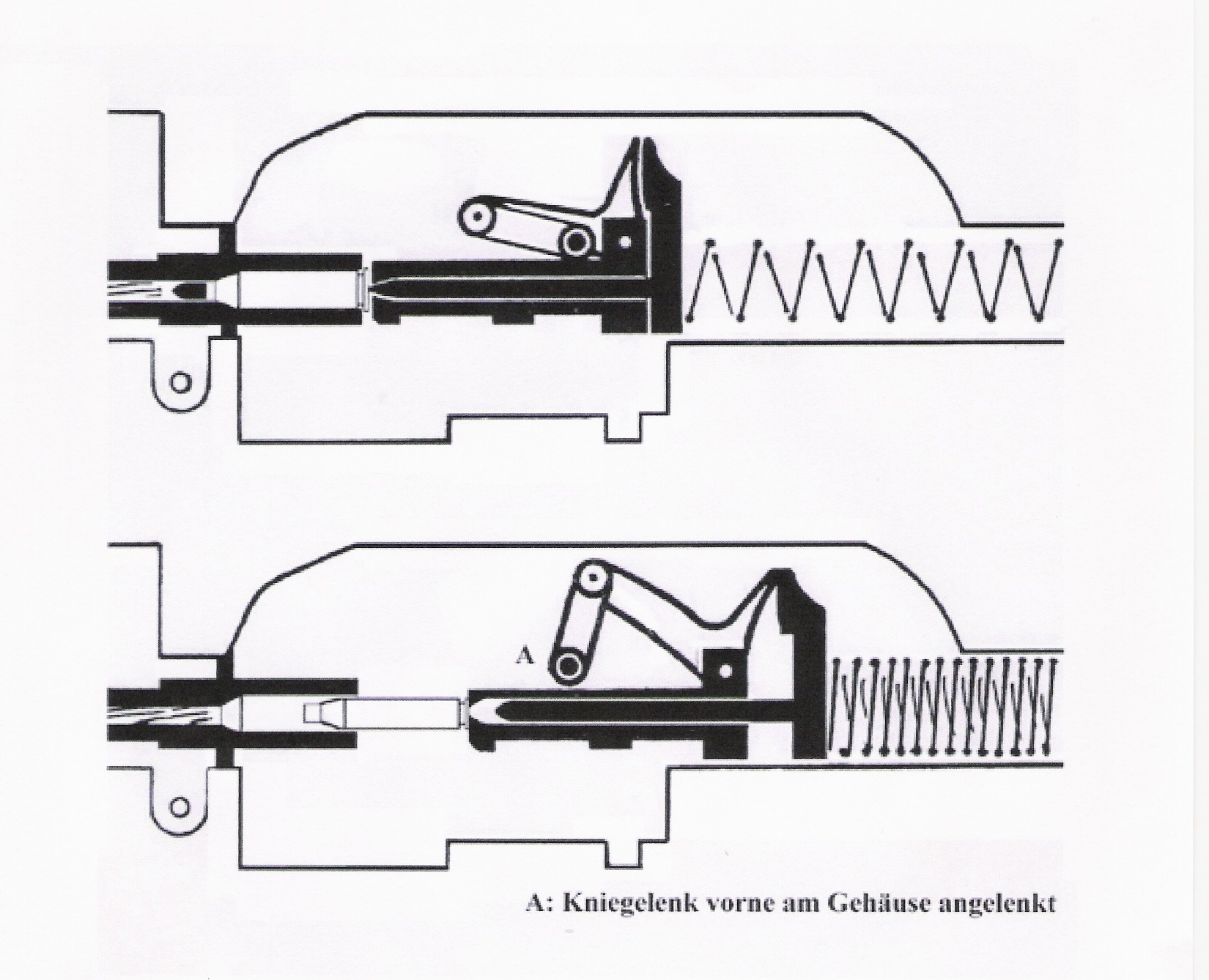
Fonctionnement de la culasse à retardement

La Schwarzlose M07/12 fut la mitrailleuse réglementaire de l'armée austro-hongroise durant la Grande Guerre.

## Technique
La mitrailleuse lourde inventée par Andreas Schwarzlose (de) fonctionne par retard à l'ouverture. Elle est entièrement construite en acier. Les étuis des cartouches sont lubrifiés par l'arme pour en faciliter l'extraction, opération rendue inutile lors du passage à cartouche à gorge. Le canon très court comporte quatre rayures à droite et un long cache-flamme conique. Le refroidissement se fait par eau avec un réservoir entourant le canon. L'arme est montée sur un trépied terrestre ou anti-aérien. La cadence de tir est très basse. L'alimentation se fait par bande toile. Selon les essais militaires austro-hongrois, sa puissance de feu équivaut à celle de quatre-vingts fantassins.
| Munition | Cadence de tir théorique | Longueur | Canon   | Masse avec l'eau | Masse de l'affut | Alimentation             |
| --- | ------------------------ | -------- | ------- | ---------------- | ---------------- | ------------------------ |
| 8 mm Mannlicher (armes d'origine) / 7,92 mm Mauser (Tchécoslovaquie) / 6,5 mm Mauser (Suède) / 8 mm Mannlicher (Hongrie) / 6,5 mm hollandais[Quoi ?] (Pays-Bas) | 400 c/min                | 106,7 cm | 52,7 cm | 20 kg            | 20 kg            | Bandes de 250 cartouches |

## Production et diffusion

### Fabrication
Produite initialement par l'OEWG de Steyr, une licence de fabrication fut accordée aux Pays-Bas. Elle fut ensuite modifiée en Hongrie et en Tchécoslovaquie. Les ingénieurs hongrois et tchèques l'adaptèrent alors aux nouveaux calibres de leurs jeunes forces armées. Ainsi, la production de la Schwarzlose dura de 1908 à 1939 et donna naissance aux variantes :
- Austro-hongroises : MG M.07, MG M.07/12, MG-16, MG-16A (cadence de tir rapide)
- Hongroise : 07/31M
- Néerlandaises : M08, M08/13, M08/15
- Tchécoslovaques : Schwarzlose (modification Janeček, calibre 7,92 Mauser) vz. 07/24 et vz. 24

### Diffusion
Cette mitrailleuse servit comme arme d'infanterie, navale, d'aviation ou de forteresse dans les armées austro-hongroise, néerlandaise, grecque, italienne, autrichienne, hongroise, polonaise, suédoise et tchécoslovaque et allemande (Wehrmacht). Elle connut donc les Première Guerre mondiale, guerre russo-polonaise de 1920, guerre gréco-turque (1919-1922) et Seconde Guerre mondiale.